# Georgia Makhlouf
Georgia Makhlouf (arabiska: جورجيا مخلوف) är en  libanesisk författare på franska språket, utgivare och litterarturkritiker. Hon har vunnit Prix Léopold Sedar Senghor och Prix Ulysse.

## Liv och karriär
Georgia Makhlouf är född i Libanon. När hon var 20 år, under libanesiska inbördeskriget, flyttade hon till Paris.
Makhlouf är utgivare av  L'Orient littéraire. Hon är också bidragsgivare till litteraturbilagan av den libanesiska dagstidningen L'Orient-Le Jour. Hon skriver också intervjuer och artiklar för Huffington Post.
Georgia Makhlouf publicerade sin första roman Les absents 2014. För denna bok tilldelades hon 2014 det nionde Prix Léopold Sédar Senghor för sin debutroman. Boken vann även Prix Ulysse på festivalen Arte et Marte.
Makhlouf var grundare av Kitabat, en förening för att främja arbetsseminarier  i Libanon. Hon bor i Paris.

## Valda verk
- Éclats de mémoire, Beyrouth, fragments d’enfance. Al Manar. ISBN 978-2913896352. (Fransk-libanesiskt pris)
- Les Hommes debout : dialogue avec les Phéniciens. Al Manar. ISBN 978-2913896505. (Phénixpriset)
- Les Absents. Rivages. 2014. ISBN 978-2743626877. (Léopold Sedar Senghor-priset)
- Le Goût de l’Orient. Mercure de France. ISBN 978-2715234383.
- Le Goût de la liberté. Mercure de France. ISBN 978-2715241541.